# Fontes Tamarici
Les Fontes Tamarici (en latin; en espagnol Fuentes Tamáricas et en français Fontaines Tamariques) sont trois fontaines de Cantabrie classique situées côte à côte dont parle l'historien et géographe romain Pline l'Ancien, qui sont identifiés depuis le XVIIIe siècle avec la source de La Reana à Velilla del Río Carrión (province de Palencia), en Espagne. La première mention de ces sources, par Pline, datant de l'époque de la conquête romaine de la Cantabrie, signale leur particularité de se tarir souvent, alors que les sources alentour coulaient encore. Pline précise qu'un tel évènement était considéré comme de mauvais augure.

## Histoire
On sait que les Cantabres tamariques qui habitaient la région depuis le IIIe siècle av. J.-C. rendaient un culte aux eaux et à des sources sacrées. On ne connaît pas la date de la construction du site, mais il est clair que lorsque les Romains conquièrent la Cantabrie (en 19 av. J.-C.), ils trouvent ces sources qui attirent leur attention. Leur débit irrégulier et leur tarissement imprévisible, ainsi que le bruit souterrain qui précède leur remplissage, devaient sans doute provoquer à l'époque respect et adoration. Il est possible que les sources aient été utilisées comme bain ou comme lavoir, elles ont pu aussi être observées pour prendre des augures. Le site a peut-être été dédié à un dieu des eaux, où des prévisions auraient été faites en fonction de leur remplissage ou de leur assèchement. Au XIIIe siècle est construit à proximité une chapelle consacrée à Jean le Baptiste afin de christianiser le lieu et de supprimer la relation avec des rites païens.

## Description par Pline
La description des territoires occupés par l'Empire romain faite par le naturaliste et géographe Pline l'Ancien apporte des informations sur les Fontes Tamarici. Dans son Histoire naturelle (XXXI, 3), il est question de leur particularité :

« Les Fontaines tamariques en Cantabrie servent pour les augures. Il y a trois sources, à huit pieds de distance. Elles se réunissent dans un seul lit, apportant chacune un débit important. Elles se tarissent habituellement pendant douze jours et parfois jusqu'à vingt, sans le moindre écoulement, alors qu'une autre source proche coule encore sans interruption et en abondance. Il est de mauvais augure d'aller les voir quand elles sont taries, comme cela est arrivé récemment au légat Lartius Licinius, qui, après sa préture, est allé les voir quand elles ne coulaient pas ; il est mort sept jours plus tard. »

— Pline l'Ancien. Naturalis historia, XXXI, 23
La mort de Lartius Licinius, grand admirateur de l'œuvre de Pline, a eu lieu l'an 70 du calendrier julien.

## Protection
Les fontaines font l’objet d’un classement en Espagne au titre de bien d'intérêt culturel depuis le 9 mai 1961.